# Liste der Monuments historiques in Fontenay-en-Parisis
Die Liste der Monuments historiques in Fontenay-en-Parisis führt die Monuments historiques in der französischen Gemeinde Fontenay-en-Parisis auf.

## Liste der Bauwerke
| Bezeichnung       | Beschreibung                  | Standort | Kennzeichnung | Schutzstatus | Datum | Bild           |
| ----------------- | ----------------------------- | -------- | ------------- | ------------ | ----- | -------------- |
| Kirche St-Aquilin | Erbaut ab dem 12. Jahrhundert | (Lage)   | PA00080057    | Classé       | 1886  | weitere Bilder |

## Liste der Objekte

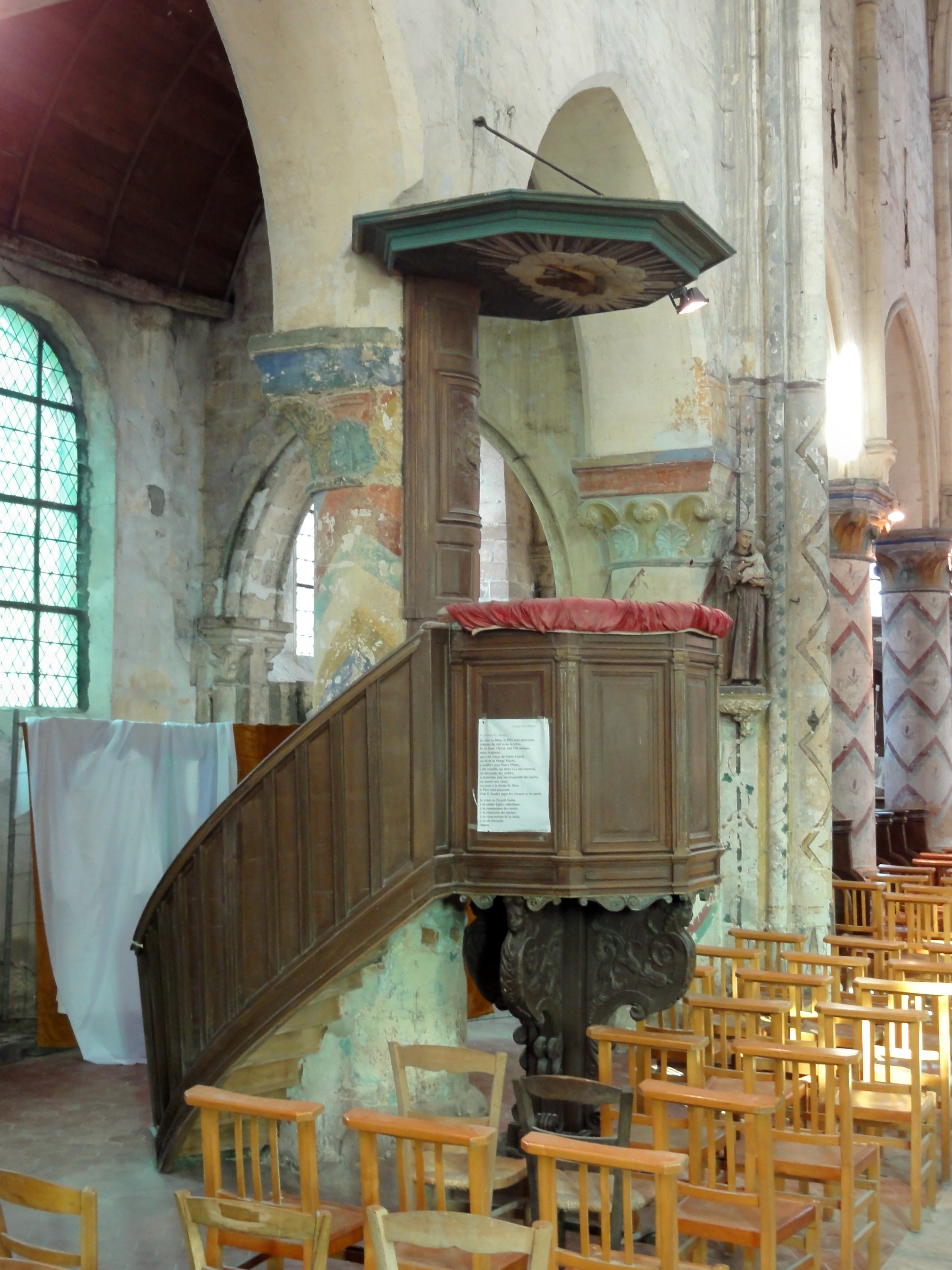
Kanzel in der Kirche St-Aquilin (17. Jahrhundert)

- Monuments historiques (Objekte) in Fontenay-en-Parisis in der Base Palissy des französischen Kultusministeriums